# شتوان
شتوان (به عربی: شتوان) یک شهرداری در الجزایر است که در استان تلمسان واقع شده‌است. شتوان ۱۰۵ کیلومتر مربع مساحت و ۴۷٬۶۰۰ نفر جمعیت دارد.